# Striden om Sölvbacka strömmar
Planerna på ett vattenkraftverk i Sölvbacka strömmar väckte hårt motstånd och stoppades i en omröstning i riksdagen 1980.
Bakom planerna stod Sydkrafts dotterbolag Trångfors AB. Sydkraft hade 1962-74 byggt fem vattenkraftverk längre ned i Ljungan, och det nya kraftverket beräknades ge ett tillskott på 71 gigawattimmar/år. Fp-regeringen gav sitt tillstånd i mars 1979, och den 4 oktober 1979 godkändes planerna även av vattendomstolen. Projekteringen var då redan påbörjad. En kraftledning började byggas under sommaren, Sydkraft började bygga tillfartsvägar under hösten och i början av november var Skånska Cementgjuteriet på plats för att inleda själva kraftverksbygget. Demonstranter som motsatte sig projektet kom dock till området, och i november stoppades samtliga arbeten på grund av demonstranternas motstånd.
Samtidigt hade flera riksdagsledamöter engagerat sig i frågan. Den 21 november 1979 uppmanade riksdagen den nytillträdda borgerliga regeringen (Fälldin II) att förhandla med Sydkraft om en lösning som innebar att vattendraget förblev oexploaterat. Förslaget stöddes av oppositionen - Socialdemokraterna och vpk - men också av femton centerpartister och en moderat. Landshövding Ingvar Gullnäs fick i uppdrag att förhandla med Sydkraft om ett stopp för projektet. 
Efter flera månaders förhandlingar presenterades i stället en kompromiss: En del av vattenflödet skulle ledas genom kraftverket, medan resten skulle följa det gamla loppet så att landskapsbilden bevarades. Regeringen ställde sig bakom kompromissförslaget.  Den avgörande omröstningen i riksdagen i oktober 1980 blev dramatisk. Regeringen hade en rösts övervikt, men Tore Nilsson (m) från Vännäs valde att gå emot partilinjen. Eftersom han röstade med oppositionen föll förslaget med röstsiffrorna 164-165.

## Efterspel
Projektet avvecklades följande år. Regeringen övertog fallrättigheterna från Trångfors och betalade ersättning för företagets kostnader. I mitten av 1990-talet ansökte Bergs kommun om att få köpa rättigheterna, vilket skapade farhågor om att kraftverksstriden skulle flamma upp igen. På senare år har i stället frågan väckts om ett återställande av Sölvbacka strömmar till sitt ursprungliga skick, genom rivande av en regleringsdamm från 1964 vid Storsjöns utlopp i strömmarna. Enligt en utredning från Sveriges lantbruksuniversitet och Fiskeriverket skulle en sådan åtgärd öka värdet av sportfisket med minst 2,2 miljoner kronor/år.